# 파모냐
파모냐(포르투갈어: pamonha)는 브라질의 옥수수 요리이다. 짭조름하거나 달콤한 간식으로 먹는다.

## 이름
어원은 "찐득찐득한"이라는 뜻의 투피어 "파무냐(pa'muña)"로 추정된다.

## 만들기
사탕옥수수 알을 갈아서, 설탕과 소금, 코코넛 밀크를 넣어 섞는다. 옥수수 껍질에 싸서 잘 묶고, 끓는 물에 넣어 삶는다. 소를 넣기도 하는데, 치즈나 고기 또는 링구이사 등 소시지를 넣어 짭조름하게 만들기도 하며, 이때는 옥수수 반죽에 설탕을 넣지 않는다. 달콤한 파모냐에는 미나스 치즈 등을 소로 넣는다.

## 사진

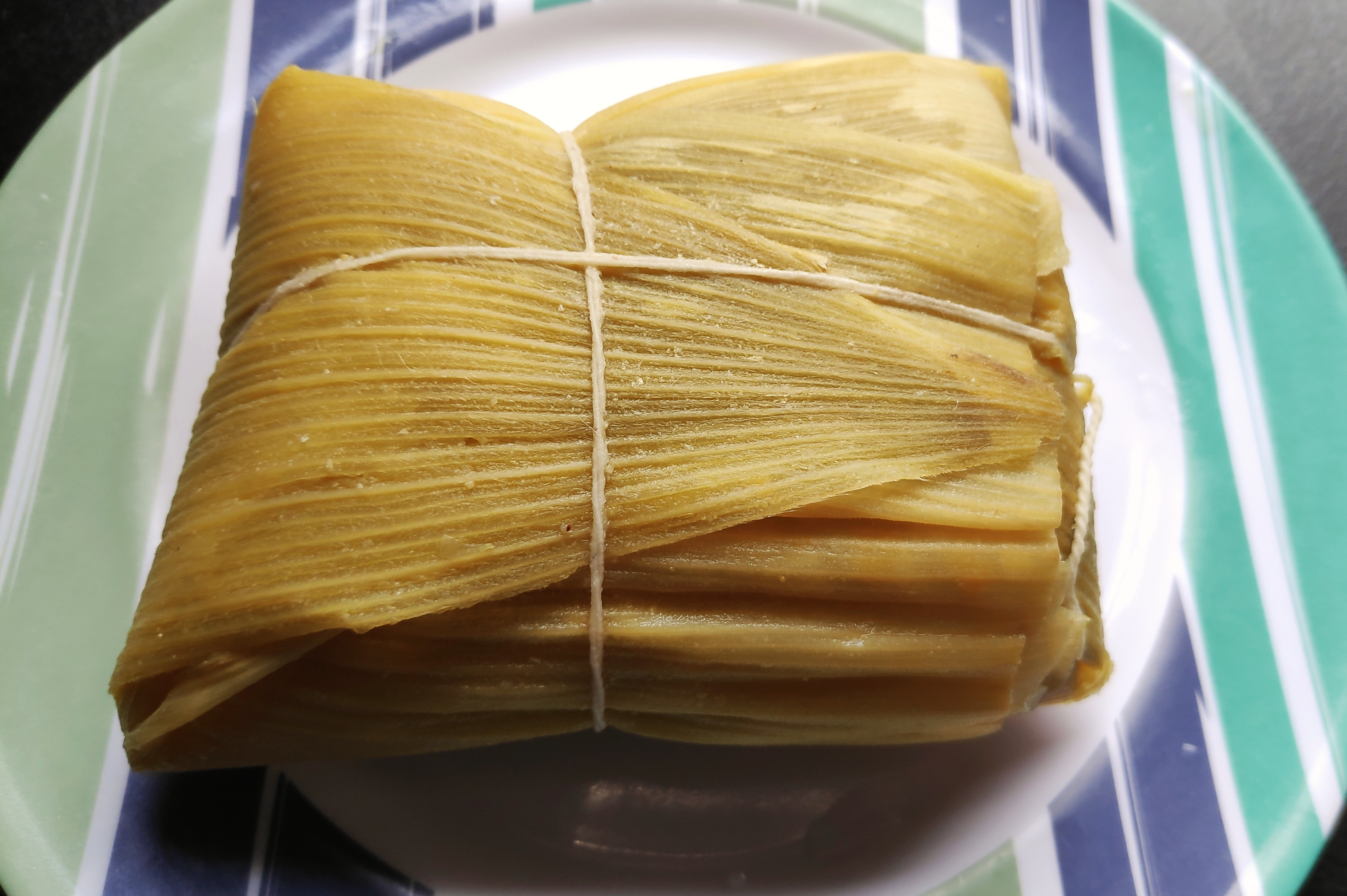
파모냐
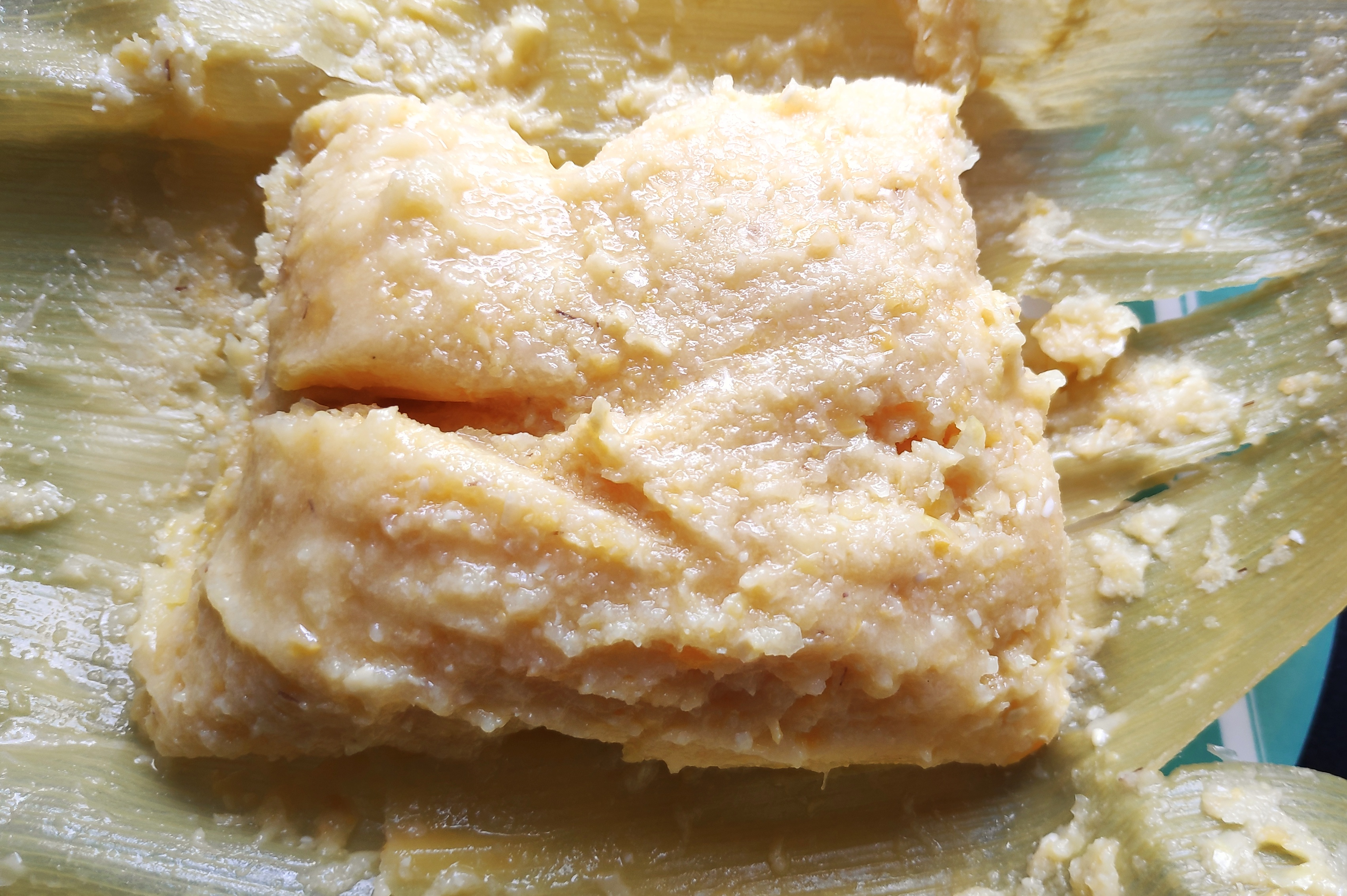
파모냐

## 같이 보기
- 비나키
- 아야카
- 우미타
- 우체포